# Ni Zan

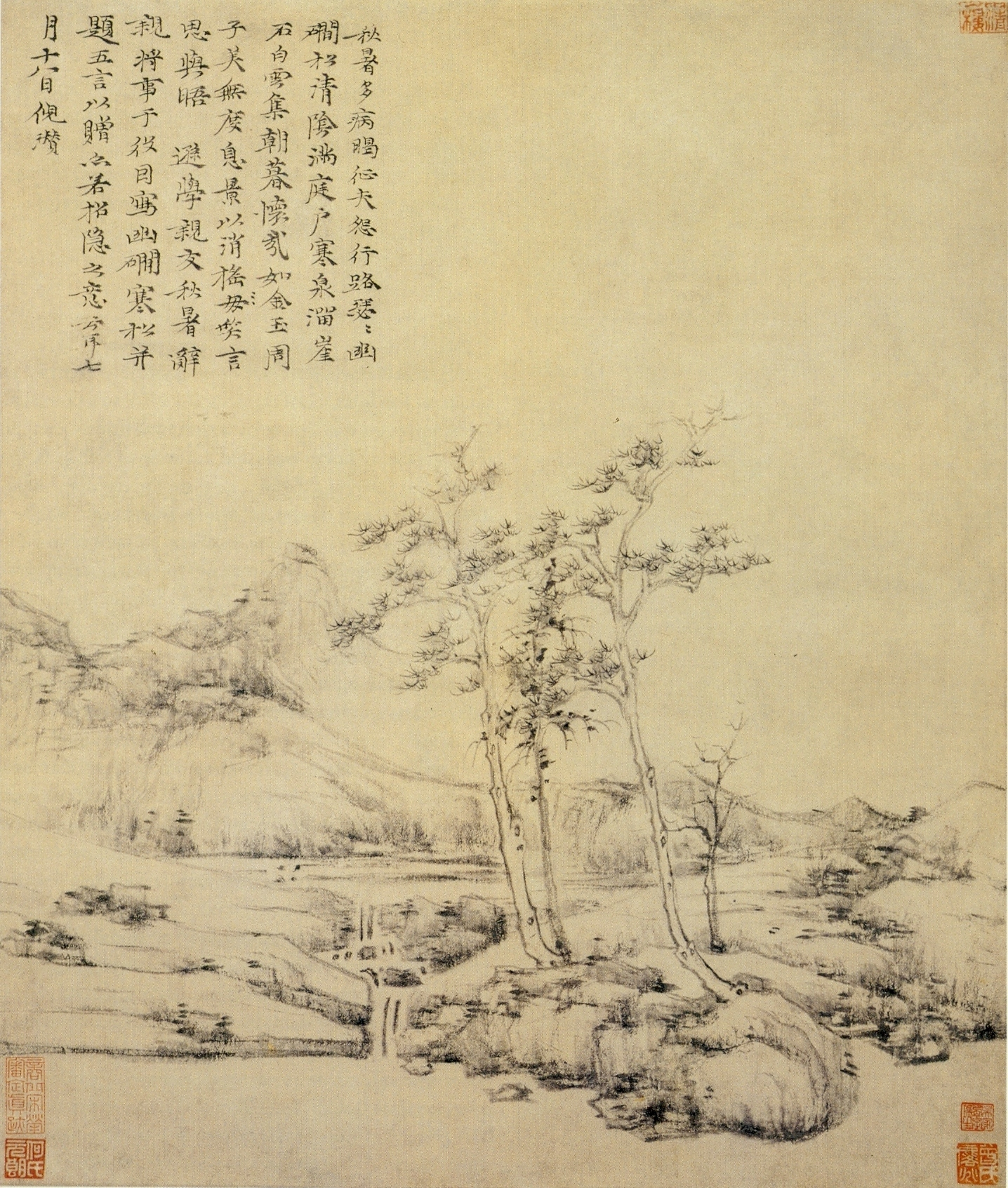
Daleki potok i zimowe sosny, 1370. Muzeum Pałacowe w Pekinie

Ni Zan (chiń. upr. 倪瓒; chiń. trad. 倪瓚; pinyin Ní Zàn; Wade-Giles Ni Tsan, ur. 1301, zm. 1374) – chiński malarz z okresu dynastii Yuan, zaliczany do „Czterech Wielkich Mistrzów” tej epoki (wraz z Wang Mengiem, Huang Gongwangiem i Wu Zhenem).
Pochodził z zamożnej rodziny z Wuxi nad Wielkim Kanałem, po której odziedziczył wszystko co potrzebne, by za młodu prowadzić życie konfucjańskiego urzędnika-uczonego. Był starannie wykształcony, posiadał własny ogród, dużą bibliotekę i zbiór starożytnych nefrytów i brązów. Był też ekscentrykiem, znanym m.in. z obsesji czystości (mył się kilka razy dziennie, po wizycie gości kazał szorować wszystkie ławki w ogrodzie, a nie „dość czystych” w ogóle nie wpuszczał do swego ulubionego pawilonu).
W późniejszych latach stał się żarliwym wyznawcą taoizmu. W 1356, skończywszy 50 lat, porzucił ziemskie dobra i resztę życia spędził na łodzi, na której mieszkał i podróżował po rzekach i kanałach Jiangsu, czasem tylko zatrzymując się w niewielkiej posiadłości, którą nazwał „szałasem ślimaka”. Mógł być to wyraz sprzeciwu wobec świata pogrążającego się w coraz większym chaosie pod koniec chylącego się ku upadkowi mongolskiego panowania. Inny możliwy powód to chęć uniknięcia bardzo wysokich podatków nakładanych przez Mongołów (po ustanowieniu dynastii Ming wrócił do domu, gdzie zmarł). 
To taoistyczne w stylu odrzucenie świata doczesnego pasowało zarówno do chińskiego ideału artysty amatora, jak i do tematyki oraz stylu jego malarstwa. Ni Zan jest znany jako twórca niezmiernie oszczędnych, chłodnych pejzaży, mających charakter niemal szkicowy. Z tego efektu i braku dosłownego realizmu był nader dumny. Gdy postawiono mu taki właśnie zarzut, oświadczył, że pełny brak realizmu jest bardzo trudny i mało komu udało się go osiągnąć.
Zaczął malować dość późno (jego najwcześniejszy znany obraz datowany jest na 1338 rok); tworzył niewielkie, proste kompozycyjnie dzieła, o przejrzystej, zimnej atmosferze, pozbawione bujnej roślinności, wyniosłych gór czy kłębiących się chmur, typowych dla innych malarzy epoki. Tuszu używał nader oszczędnie (mówiono, że „szanuje go jak złoto”), co daje efekt surowości i niedomówienia. Pozornie szkicowe, w rzeczywistości jego dzieła są technicznie w pełni doskonałe. Podobny charakter ma jego kaligrafia, którą uzupełniał swe obrazy. Uznaje się go też za wielkiego malarza bambusów, potrafiącego oddać ducha tej rośliny, mimo nadzwyczaj umownego sposobu jej przedstawienia
Obrazy Ni Zana, świadomie „nieeleganckie”, adresowane były do znawców potrafiących docenić prawdziwą sztukę, a nie do typowego „konesera”. Należy do najczęściej kopiowanych chińskich artystów, ale nikomu nie udało się w pełni osiągnąć typowego dla niego efektu siły, emanującej z chłodnego bezruchu.

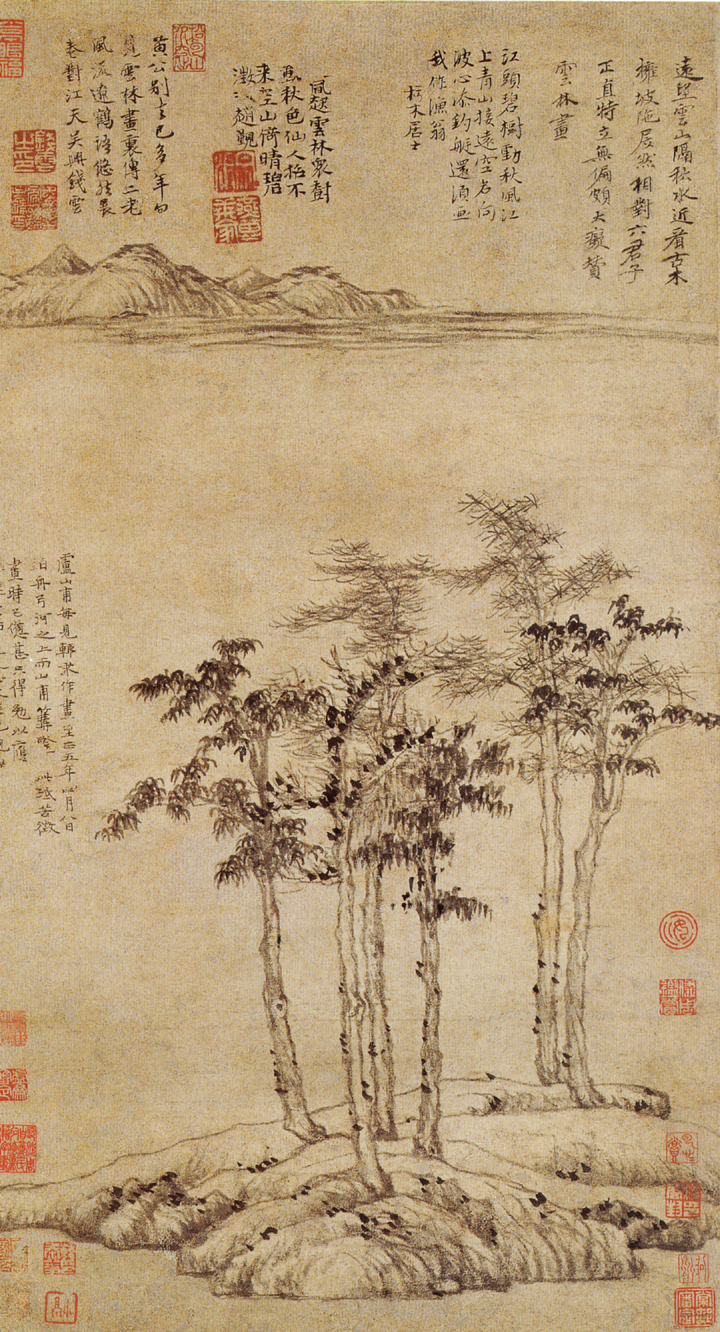
Sześciu mędrców, 1345. Muzeum Szanghajskie
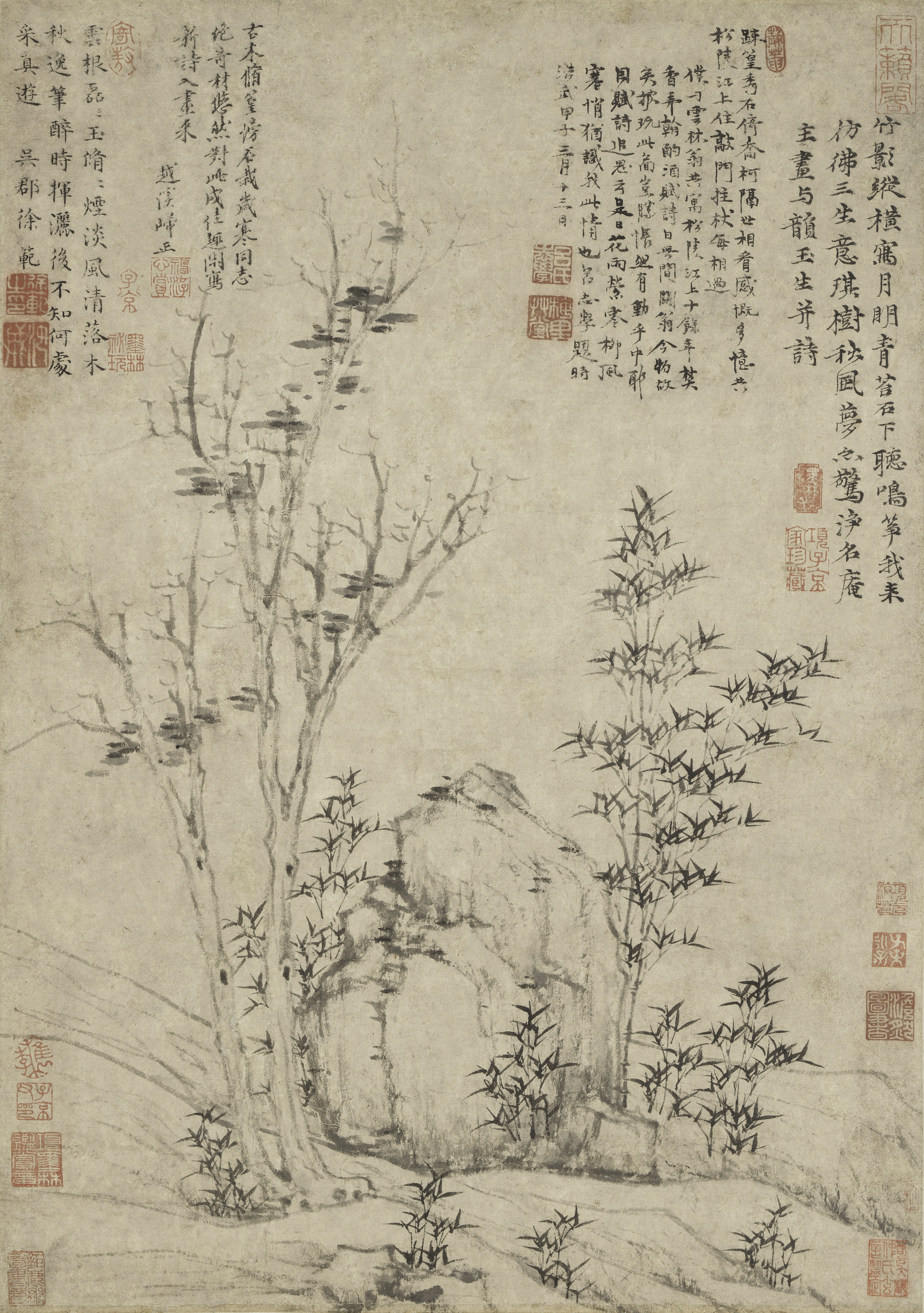
Ni Zan, Jesienny wiatr pośród drogocennych drzew. Muzeum Szanghajskie
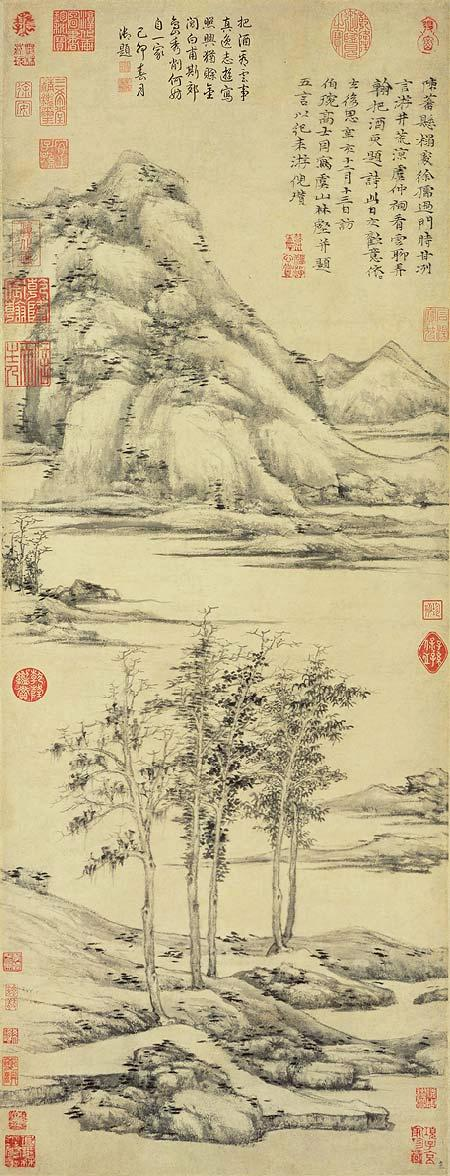
Ni Zan, Lasy i doliny góry Yu, 1372. Metropolitan Museum of Art